# Ion Maurer

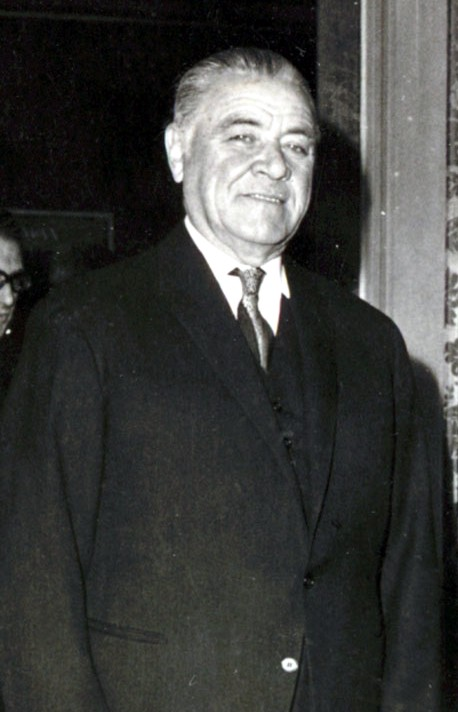
Ion Gheorghe Maurer (1968)

Ion Gheorghe Maurer (Boekarest, 23 september 1902 - aldaar, 8 februari 2000) was een Roemeens communistisch politicus. Hij was aanvankelijk jurist en sloot zich in 1936 aan bij de Roemeense Communistische Partij. In 1948 werd hij in het Centraal Comité van de RCP gekozen.
Tot 1957 was Maurer lid van de Roemeense delegatie bij de Verenigde Naties in New York. Van 1957 tot 1958 was hij minister van Buitenlandse Zaken.
Van 1958 tot 1961 was hij voorzitter van de Grote Nationale Assemblee, dat wil zeggen staatshoofd. In die functie bezocht hij veel staatshoofden. Van 1961 tot 1972 was hij minister-president. In maart 1965 was hij korte tijd waarnemend staatshoofd van Roemenië.
Onder Nicolae Ceaușescu raakte hij meer op de achtergrond. Na een auto-ongeluk in 1972 was hij niet meer in staat zijn functie naar behoren uit te voeren en trad hij als premier af.
In maart 1989 ondertekende hij (samen met o.a. Ion Iliescu) een brief waarin een beroep op Ceaușescu werd gedaan om een gematigder beleid te voeren. Door Ceaușescu werd de brief geïnterpreteerd als verraad, en liet de ondertekenaars, waaronder Maurer, onder huisarrest stellen. Na de val van Ceaușescu (december 1989) werd het huisarrest door het nieuwe regime opgeheven.
Ion Maurer overleed op 97-jarige leeftijd.
- Gemeinsame Normdatei: 124744397
- International Standard Name Identifier: 0000 0000 8328 8484
- Library of Congress Control Number: n50007065
- Nationale Bibliotheek van Israël: 987008353786805171
- Nationale Bibliotheek van Polen: a0000003172833
- Système universitaire de documentation: 083288406
- Virtual International Authority File: 117434463
- WorldCat: E39PBJwthmcXW3jKYM6jCckCcP